# MoonBabies
MoonBabies – drugi album progresywno metalowego zespołu instrumentalnego Planet X, wydany w 2002 roku przez InsideOut Music.

## Lista utworów
1. MoonBabies (muz. Sherinian, Donati) - 5:39
2. The Noble Savage (muz. Donati, MacAlpine, Sherinian) - 6:14
3. Ataraxia (muz. Donati) - 6:17
4. 70 VIR (muz. MacAlpine, Donati) - 4:02
5. Micronesia (muz. Donati) - 5:56
6. Interlude in Milan(muz. Donati) - 4:40
7. Digital Vertigo (muz. Donati, MacAlpine, Sherinian) - 4:25
8. Ground Zero (muz. Donati) - 6:03
9. Midnight Bell (muz. Donati) - 3:56
10. Ignotus Per Ignotium (muz. Donati) - 9:28

## Twórcy
- Tony MacAlpine – gitara
- Derek Sherinian – keyboard
- Virgil Donati – perkusja
- Tom Kennedy – gitara basowa (w utworach 1, 4, 5, 6, 10)
- Jimmy Johnson – gitara basowa (w utworach 3, 7, 8, 9)
- Billy Sheehan – gitara basowa (w utworze 5)